# Cot Mon Raya
Cot Mon Raya is een bestuurslaag in het regentschap Aceh Besar van de provincie Atjeh, Indonesië. Cot Mon Raya telt 507 inwoners (volkstelling 2010).